# Weismann-elv

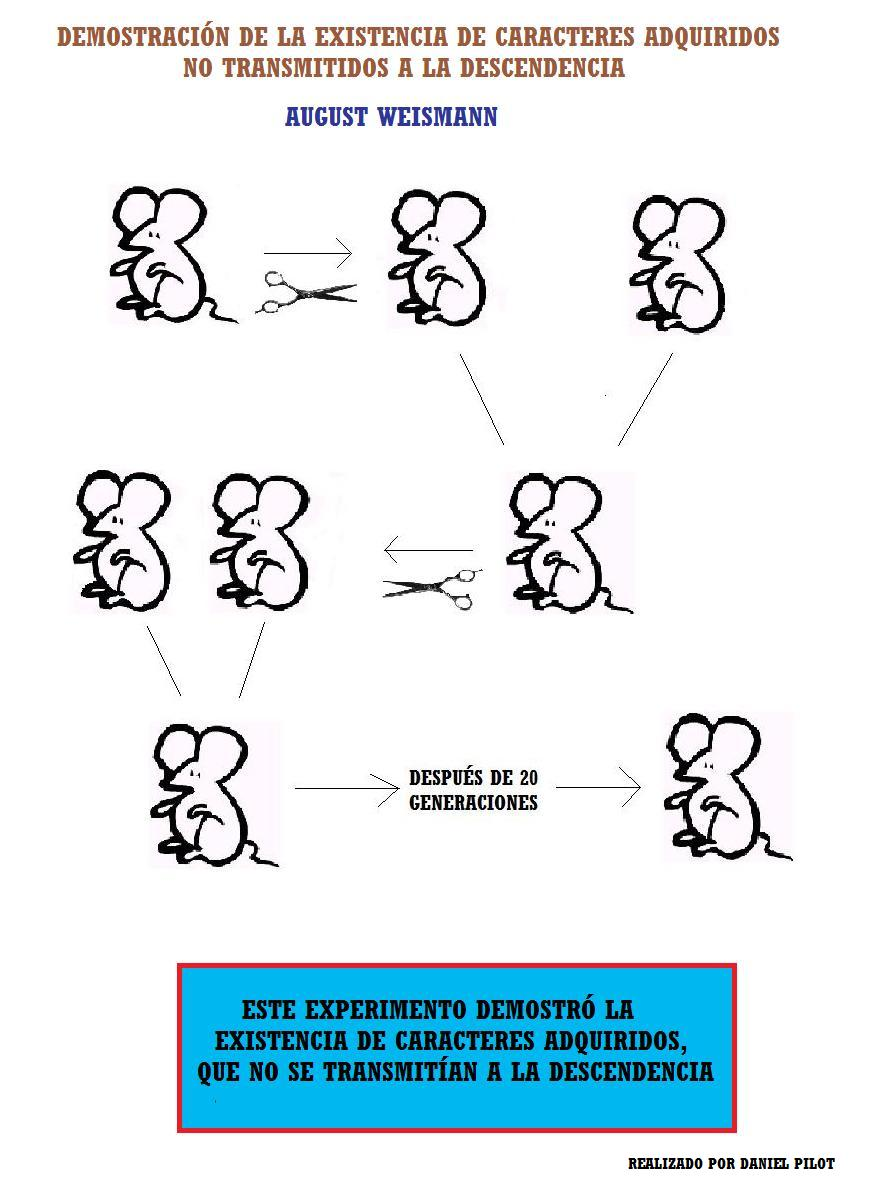

A Weismann-elv vagy Weismann-korlát August Weismann (1834-1914) német evolúcióbiológus által kimondott alapelv, mely csíraplazma-elméletében jelent meg először. A Weismann-elv kimondja, hogy az örökletes információk a csíravonal sejtjeitől (az ivarsejtektől) a szomatikus sejtek felé mozoghatnak, de visszafelé sohasem. Az elv ellentmond a lamarcki tanoknak, melyek szerint a szerzett tulajdonságok tovább öröklődhetnek.
A Weismann-korlátnak nincs köze a molekuláris biológia centrális dogmájához, ami a fehérjéből DNS-be vagy RNS-be történő információátadást zárja ki.
A hologenom-szemléletű evolúció elmélete lényegében ellenkezik a Weismann-elvvel, amennyiben a mikrobiom horizontális átadását és a teljes holobionta öröklését tekintjük.
A Weismann-korlát nagyon fontos az emberi génterápia szempontjából. Ha a Weismann-korlát áthidalható, a testi sejtek genetikai kezelésével elért változtatások átörökíthetők lennének, és így nem csak egyedek, hanem az emberi faj tekintetében lehetne géntechnológiai változásokat elérni. Az evolúció megértésének szempontjából sem mellékes, ha a fajok korántsem választhatók el annyira, mint korábban gondolták. Egyes lamarcki elképzeléseknek is újra teret nyitna, melyeknek korábban nem volt ismert a működési mechanizmusa.
A Weismann-elv felhasználását néha weismannizmus néven is említik.

## Kritikája
A 20. század vége felé az áthatolhatatlan Weismann-korlát elgondolásán repedések kezdtek mutatkozni. A kritikák elsősorban a reverz transzkriptáz nevű enzim tevékenységét vették célba.
Gyűltek a bizonyítékok a horizontális géntranszfer jelenségére. Különböző fajok géneket csereberélnek egymással retrovírusok tevékenysége folytán. A retrovírusok azért képesek gének fajok közti átvitelére, mert szaporodásuk során genetikai kódjukat beépítik a gazdaszervezet genomjába, gyakran a fertőzött sejt genetikai kódjának közel eső részeit is reprodukálva. Mivel a vírusok RNS-ben tárolják örökítőanyagukat, reverz transzkriptázra van szükségük, hogy a kódot DNS-be írják át először. Ha csíravonalsejtet fertőznek meg, akkor az integrált DNS az adott faj génállományának részévé válhat.
A Weismann-elvvel szembeni másik bizonyítékot az immunrendszer szolgáltatja. Edward J. Steele vitatott elmélete szerint az endogén retrovírusok a V-D-J gének új verzióit szállítják az immunrendszer testi sejtjeiből a csíravonalsejtekbe. Elméletét Lamarck's signature („Lamarck aláírása”) c. könyvében taglalja. Steele megfigyelése szerint az immunrendszernek képesnek kell lennie a gyors evolúcióra, hogy alkalmazkodhasson az evolúciós nyomáshoz (hiszen a fertőző ágensek igen gyors evolúcióra képesek). Azt is írja Steele, hogy a genomunkban jókora mennyiségű endogén retrovírus található, és valószínűnek tűnik, hogy van valami cél, amit szolgálnak.
Mindenesetre, még ha mindkét, előbb említett kivétel érvényességét sikerül igazolni, a Weismann-féle korlát akkor is csak abszolút érvényét veszíti el, a legtöbb esetben továbbra is érvényesnek tekinthető. Ha további példák nem merülnek fel, a Weismann-határ átlépése továbbra is inkább a kivétel, mint a szabály.

## Növények
A növényekben a testi sejtekben végbemenő genetikai változások eredményezhetnek csíravonalbeli genetikai változásokat, hiszen a csírasejteket szomatikus sejt-leszármazási vonalak hozzák létre (vegetatív merisztéma), melyek akár több évesek is lehetnek, így akár több mutáció is összegződhetett bennük a csírázás óta, melyek közül néhány érintett lehet a természetes szelekcióban is.